# Isopterygium
Isopterygium là một chi rêu trong họ Hypnaceae.